# エスタック

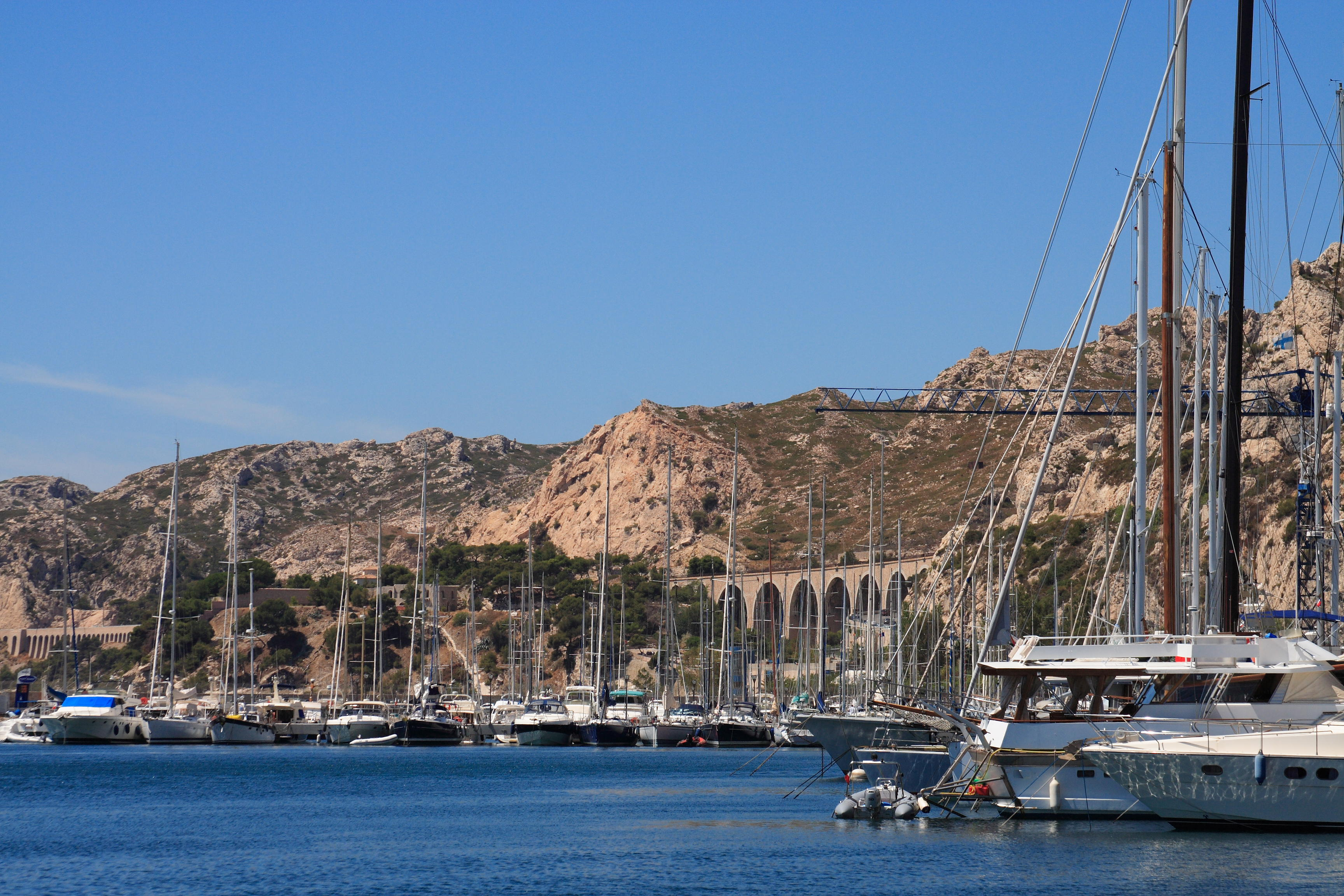
エスタックの港

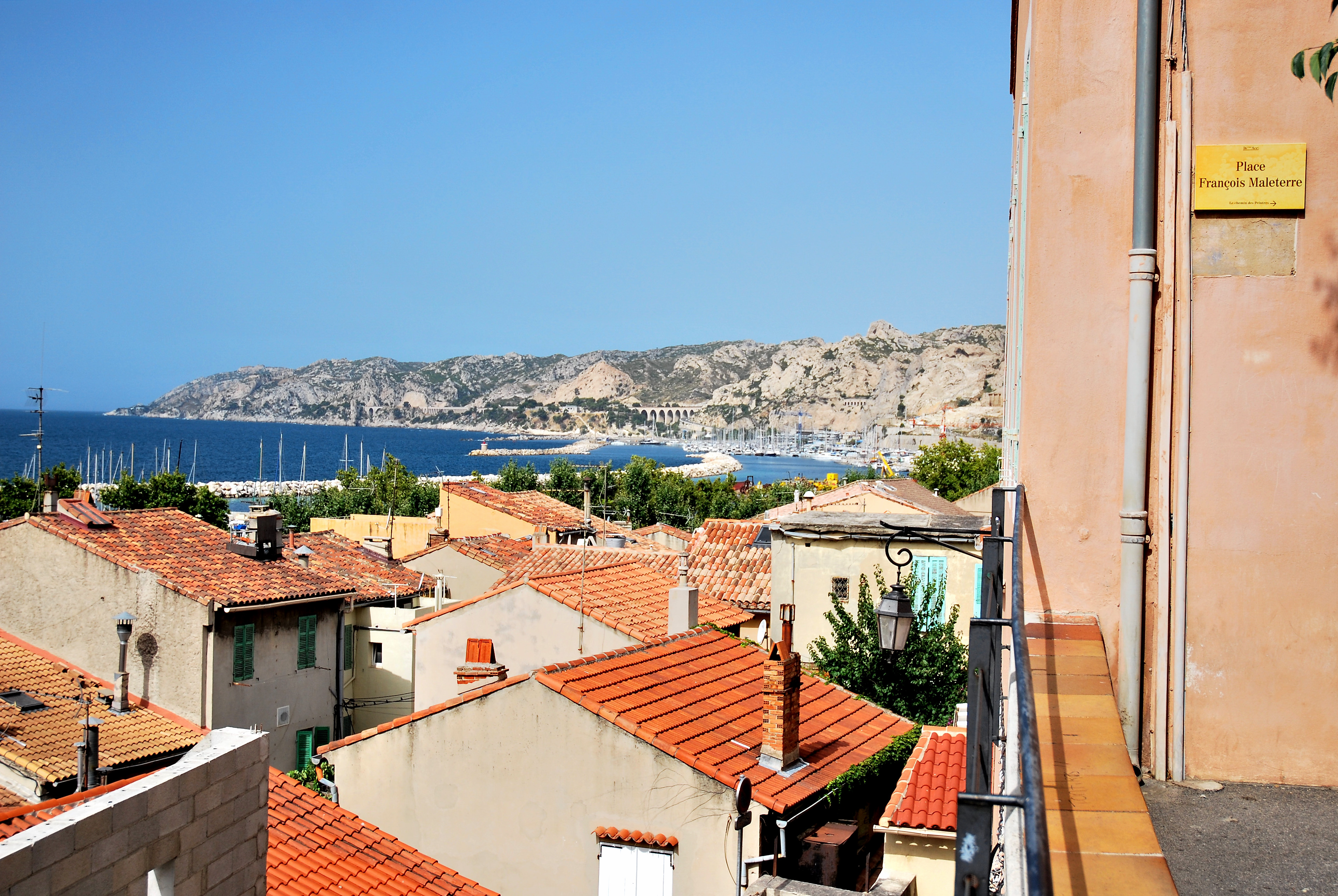
エスタックの家々

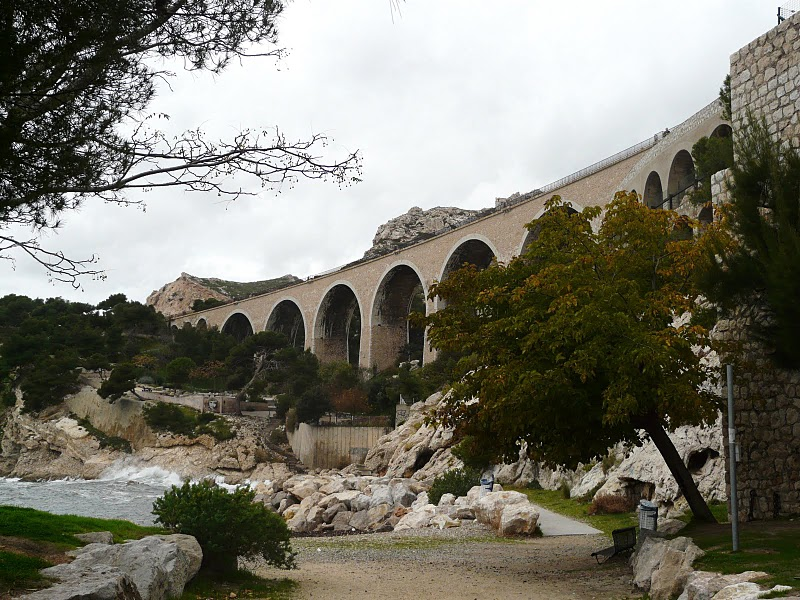
コルビエール高架橋

エスタック（仏: L'Estaque）は、フランスのマルセイユの西にある小さな漁村である。行政上はマルセイユ16区の一地区。

## 概要
印象派とポスト印象派を始めとする多くの画家が訪れて風景画を描いている。印象派のポール・セザンヌ、キュビスムのジョルジュ・ブラック、フォーヴィスム（野獣派）のラウル・デュフィは、特に有名である。

## 絵画のエスタック

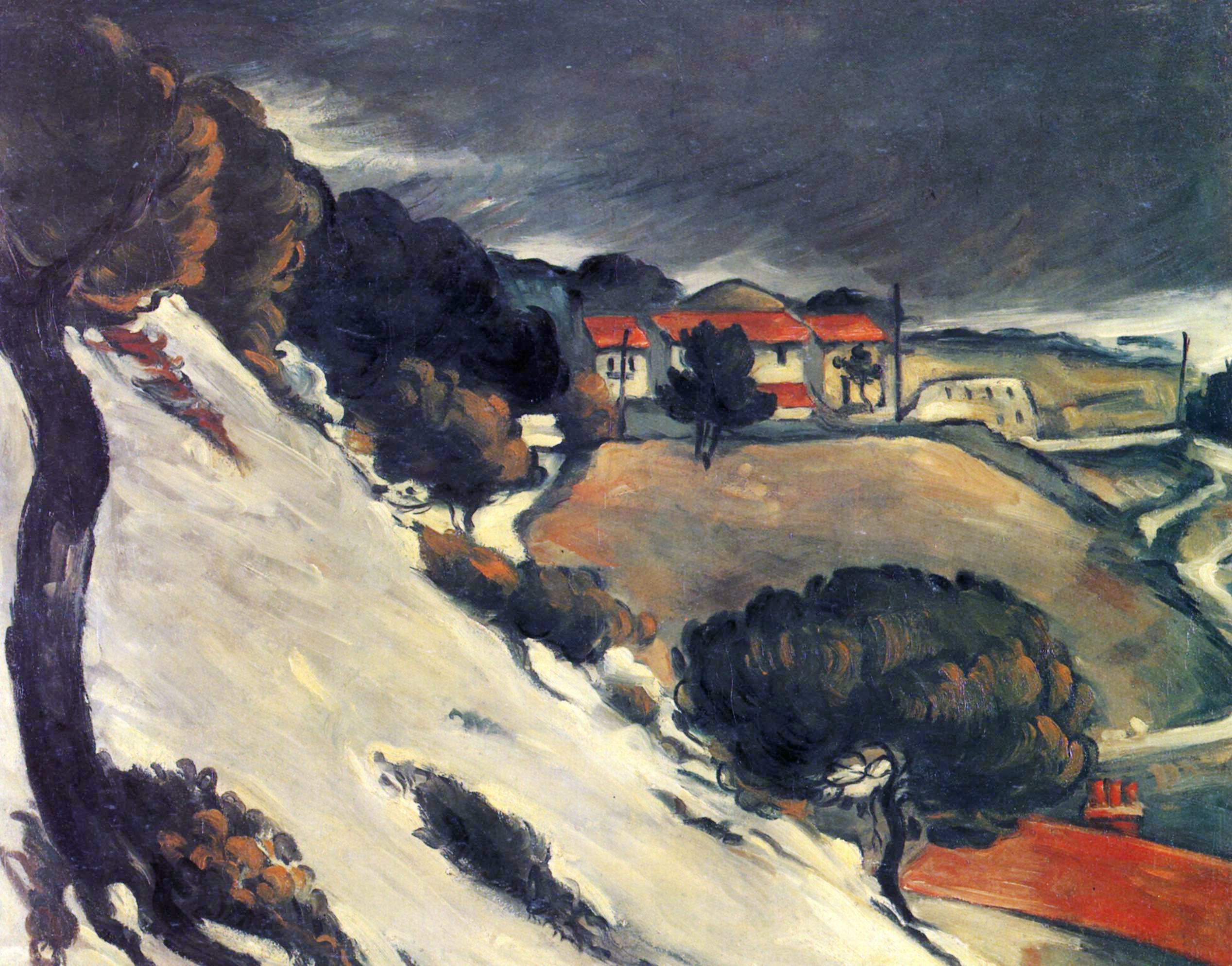
1
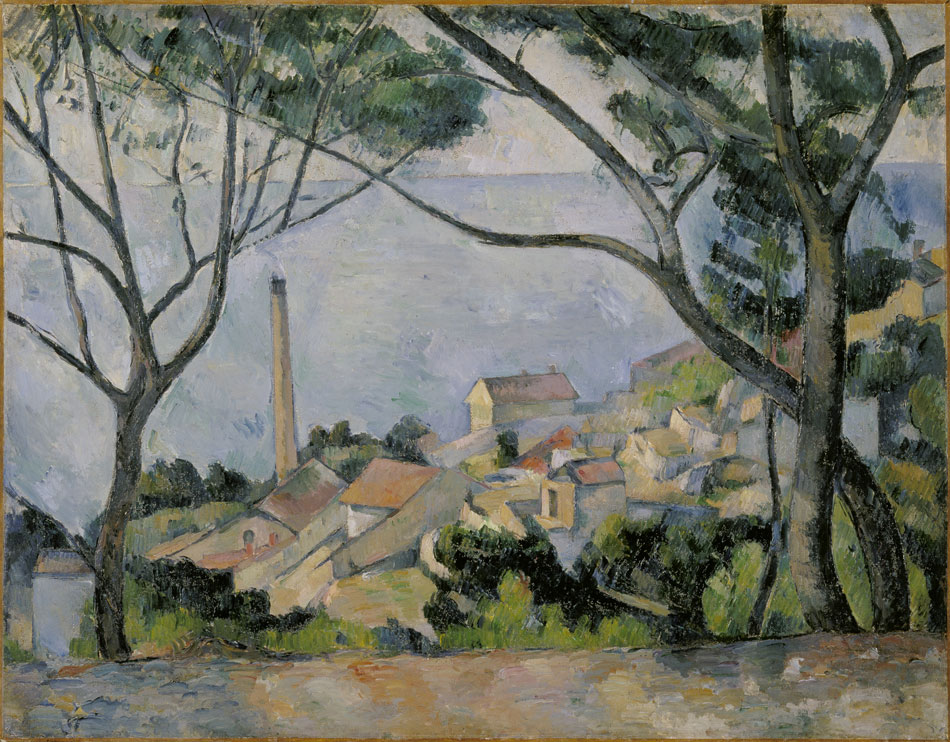
2
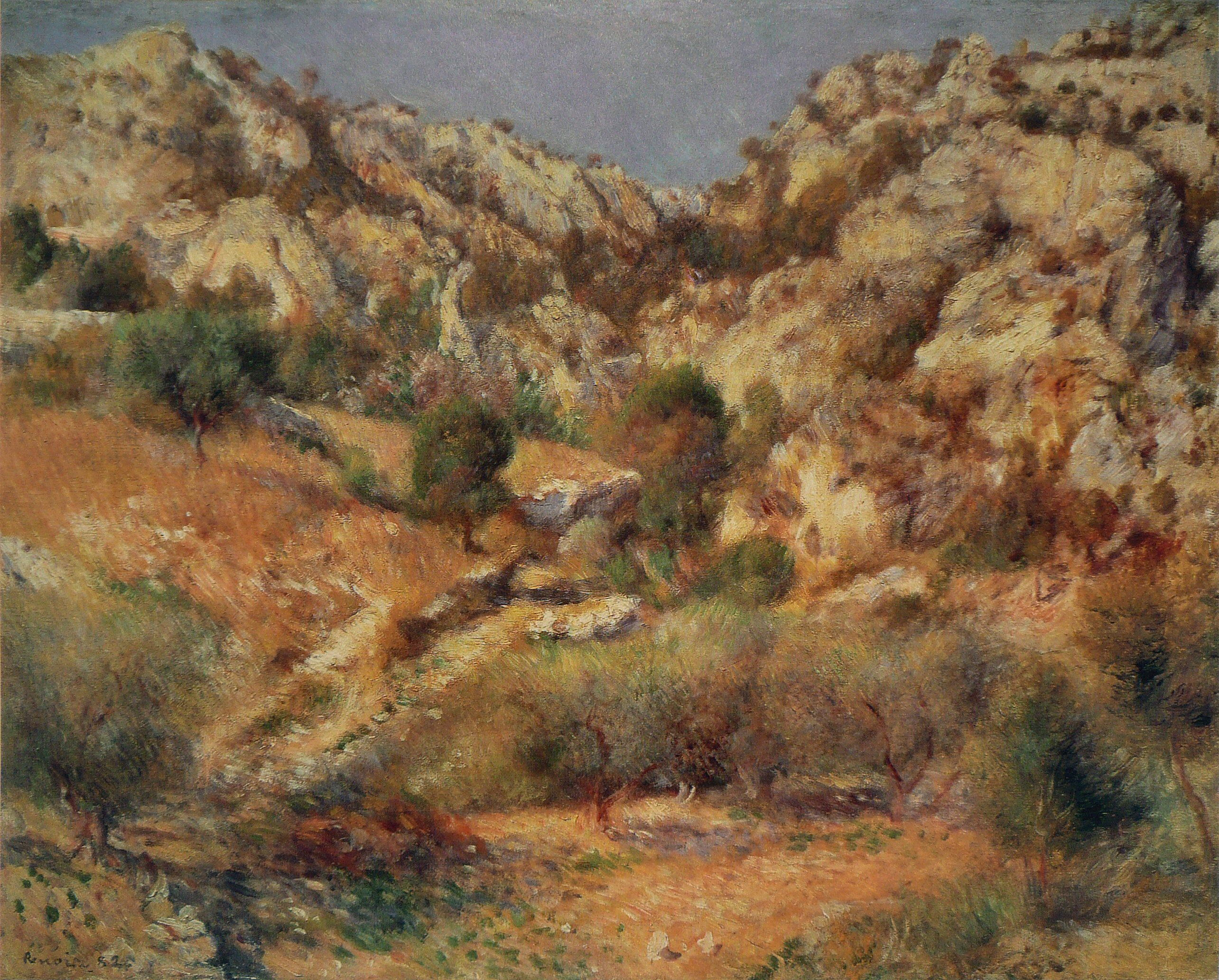
3
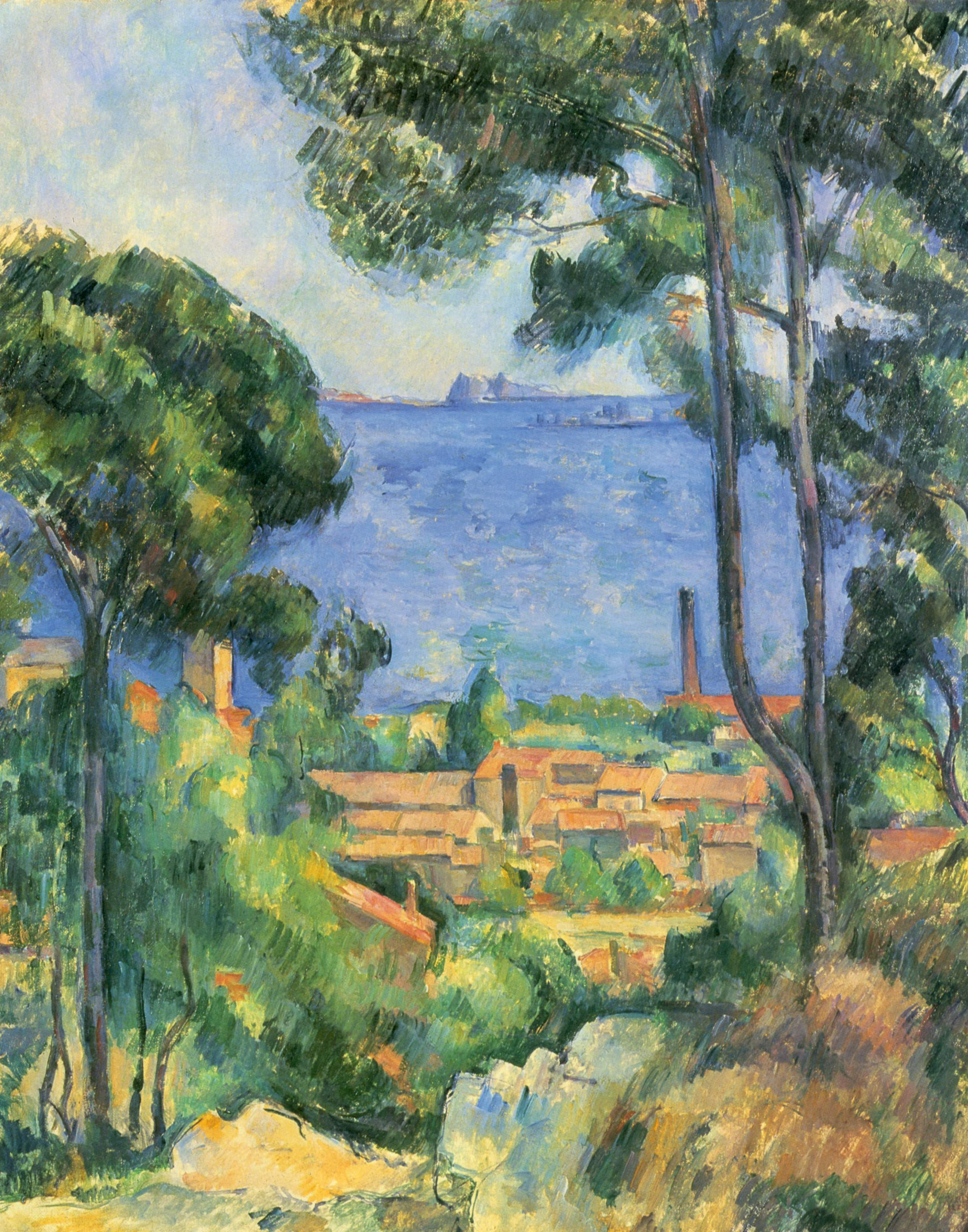
4

1. ポール・セザンヌ （英題）L'Estaque, Melting Snow ／1871年頃の油彩画。エスタックの雪解けの景色。ビュールレ・コレクション。
2. ポール・セザンヌ （仏題）La mer à l'Estaque ／1878-79年の油彩画。パリのピカソ美術館所蔵。
3. ピエール＝オーギュスト・ルノワール （英題）Rochers à l'Estaque ／1882年の油彩画。エスタックの岩山。ボストン美術館所蔵。
4. ポール・セザンヌ （仏題）La Mer près de l'Estaque, le château d'If au fond ／1883-85年の油彩画。エスタックから海越しに遠望するシャトー・ディフ。フィッツウィリアム美術館所蔵。

## 交通アクセス
- マルセイユ地下鉄 - ヴュー＝ポール オテル・ド・ヴィル駅 (cf. fr) からバス35系統で約30分。